# Baronía de Savassona
La baronía de Savassona, también escrito Sabassona, fue una jurisdicción señorial con centro en el castillo de Savassona, en la antigua veguería de Osona, en Cataluña (España). El 21 de diciembre de 1784 el rey Carlos III la reconoció como título nobiliario español, en favor de Antoni Ferrer de Llupià.

## Barones de Savassona
|                           | Titular                                                           | Periodo                   |
| Reconocido por Carlos III | Reconocido por Carlos III                                         | Reconocido por Carlos III |
| ------------------------- | ----------------------------------------------------------------- | ------------------------- |
| I                         | Antoni Ferrer de Llupia-Vila de Savassona y de Brossa             | 1784-1787                 |
| II                        | José Francisco Ferrer de Llupiá-Vila de Savassona y Ibáñez-Cuevas | 1787-1826                 |
| III                       | Maria dels Dolors Lluïsa de Prats de Marimón                      | 1826-1840                 |
| IV                        | María Cayetana Díaz de Mayorga y de Valcárcel                     | 1840-1844                 |
| V                         | José Jesús de Urbina y Díaz de Mayorga                            | 1863-1864                 |
| VI                        | José Jesús Díez de Tejada y de Urbina                             | 1872-1907                 |
| VII                       | José Berenguer Díez de Tejada y de Vargas-Machuca                 | 1907-1915                 |
| VIII                      | José Jesús Díez de Tejada y van Moock                             | 1916-1960                 |
| IX                        | María Amelia Díez de Tejada y Visedo                              | 1965-2007                 |
| X                         | José Luis Jácome y Díez de Tejada                                 | 2008-                     |

## Historia de los barones de Savassona

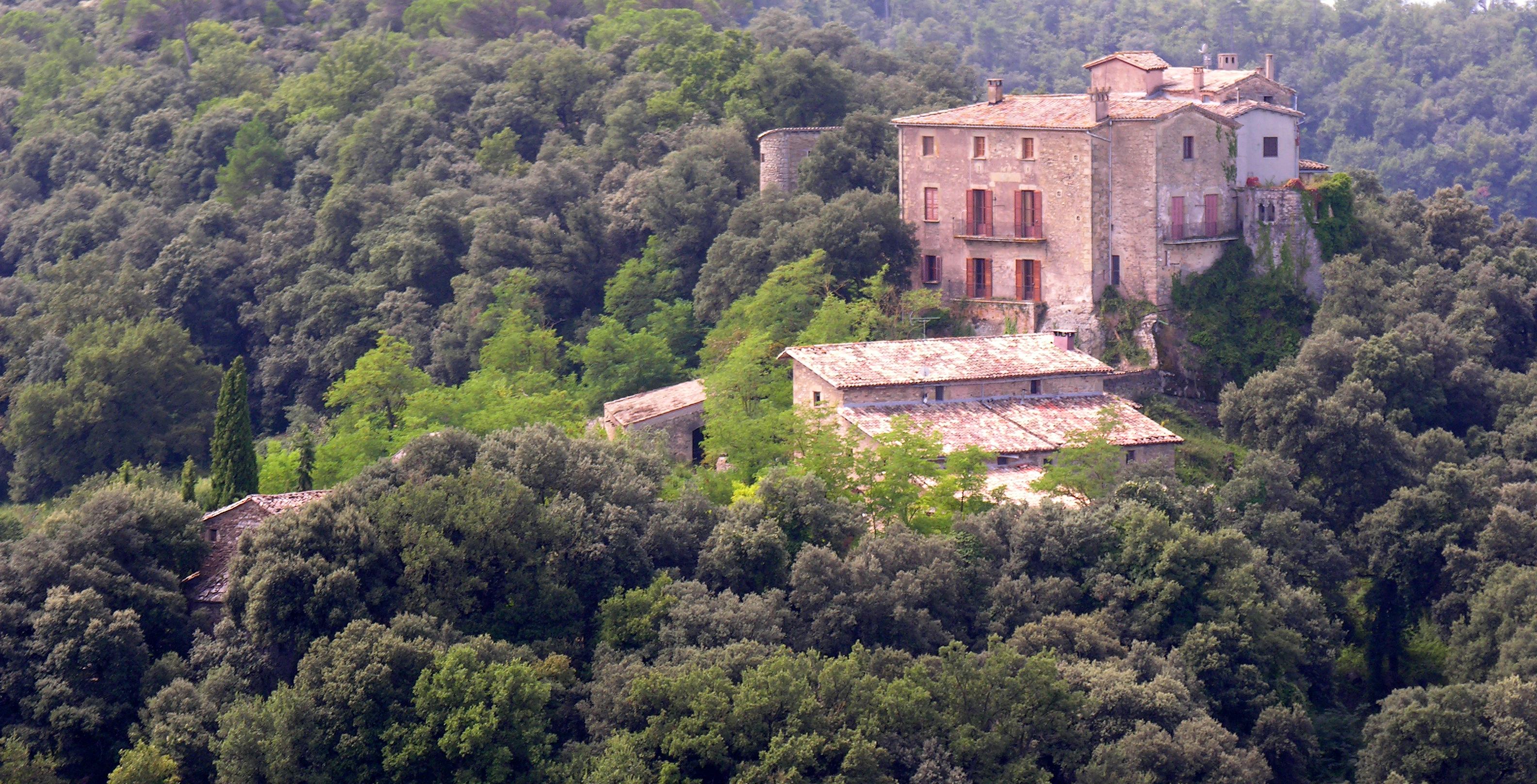
Castillo de Savassona, en Tavèrnoles.

Savassona es una de las baronías históricas catalanas. Tiene su centro en el castillo termenado del mismo nombre, cuya jurisdicción comprendía todo el municipio actual de Tavèrnoles. Bajo el dominio de los vizcondes de Osona, fue regido por una familia de caballeros, los Savassona, que fueron los primeros señores de la baronía de Savassona.
Posteriormente la baronía pasó a los Vilanova, a los Prat, a los Vila, a los Llupià y a los Ferrer. En 1784 Antoni Ferrer de Llupià-Vila de Savassona y de Brossa obtuvo de Carlos III el reconocimiento como Título del Reino, en agradecimiento por la fidelidad de la familia.
El I Barón de Savassona fue sucedido por su hijo, José Francisco de Llupiá-Vila de Savassona y de Ibáñez-Cuevas. Muerto sin descendencia, heredó el título su prima segunda, Maria dels Dolors-Lluïsa de Prats y de Marimon, quien falleció soltera en 1840. El título pasó a los Díaz de Mayorga y a los Urbina, condes de Cartaojal. José Jesús de Urbina y Mayorga falleció en 1864 sin descendencia, y el título quedó administrativamente suprimido en 1871.
La baronía fue rehabilitada por carta de sucesión el 17 de junio de 1872 en favor de José Jesús Diez Tejada Urbina, a pesar de no tener este ningún parentesco de consanguinidad con los anteriores titulares (era nieto de la hermana del marido de María Cayetana Díaz de Mayorga, IV Baronesa de Savassona).

### Sucesión genealógica

Escudo de Tavèrnoles con las fajas de plata sobre campo de sable, que son las armas de los barones de Savassona

Reconocido el 21 de diciembre de 1784 a:
- Antoni Ferrer de Llupia-Vila de Savassona y de Brossa (Vic, 1721 - Barcelona, 1787), I barón de Savassona.[1]

1. Casó, en 1741, con Raimunda de Requesens.
2. Casó, en 1760, con María Antonía Ibánez-Cuevas y de Borrell. Le sucedió, de su segundo matrimonio, su hijo:

- José Francisco Ferrer de Llupiá-Vila de Savassona y Ibánez Cuevas (Vic, 1764 - Vic, 1826), II barón de Savassona.[1]

1. Casó, en 1804, con Maria Ramona Desvalls y de Ribes. Sin descendientes. Le sucedió su prima segunda:

- Maria dels Dolors Lluïsa de Prats de Marimón (Girona, 1768 - Girona, 1840), III baronesa de Savassona. Soltera, sin descendientes. Le sucedió su prima segunda:[1]

- María Cayetana Díaz de Mayorga y de Valcárcel	(Alcántara, 1768 - Antequera, 1844), IV baronesa de Savassona.[1]

1. Casó, en 1796, con José Jesús de Urbina y de Urbina, III conde de Cartaojal. Le sucedió, en 1863, su hijo:

- José Jesús de Urbina y Díaz de Mayorga (Antequera, 1816 - Sevilla, 1864), V barón de Savassona y IV conde de Cartaojal.[1]

1. Casó, en 1841, con Teresa de Rojas y Batanero. Sin descendientes. Le sucedió en 1872, por rehabilitación, su primo-hermano:

Rehabilitado el 17 de junio 1872 a:
- José Jesús Díez de Tejada y de Urbina (Antequera, 1829 - Sevilla, 1907), VI barón de Savassona.[1]

1. Casó, en 1857, con María del Pilar de Vargas-Machuca y Santevarz. Le sucedió, en 1907, su hijo:

- José Berenguer Díez de Tejada y de Vargas-Machuca (Antequera, 1860 - Sevilla, 1915), VII barón de Savassona y Conde del Castillo del Tajo.[1]

1. Casó, en 1888, con Amelia Carlota van Moock y Muñoz. Le sucedió en 1916 su hijo:

- José Jesús Díez de Tejada y van Moock (Sevilla, 1891 - Sevilla, 1960), VIII barón de Savassona.[1]

1. Casó, en 1917, con María de la Bienvenida de Visedo y Trigo. Le sucedió, en 1965, su hija:

- María Amelia Díez de Tejada y Visedo (Sevilla, 1919 - Sevilla, 2007), IX baronesa de Savassona.[1]

1. Casó con José Luis Jácome y Mascías. Le sucedió, en 2008, su hijo:

- José Luis Jácome y Díez de Tejada (Buenos Aires, Argentina, 1955), X barón de Savassona.[2]

1. Casó con Mónica Beca Borrego.